# 1461 Jean-Jacques
1461 Jean-Jacques eller 1937 YL är en asteroid i huvudbältet, som upptäcktes den 30 december 1937 av den franska astronomen Marguerite Laugier i Nice. Den har fått sitt namn efter upptäckarens son, Jean-Jacques Laugier.
Asteroiden har en diameter på ungefär 35 kilometer.